# Abancourt (Oise)
 Abancourt  es una comuna y población de Francia, en la Región de Alta Francia, departamento de Oise, en el distrito de Beauvais y cantón de Grandvilliers. Está integrada en la Communauté de communes de la Picardie Verte.

## Demografía
| Gráfica de evolución demográfica de Abancourt entre 2005 y 2019 |
|                                                                 |

Fuentes: INSEE.

## Políticos
Elecciones Presidential Segunda Vuelta:
| Elección | Elección | Candidato Ganador | Partido | %     |
| -------- | -------- | ----------------- | ------- | ----- |
|          | 2022     | Marine Le Pen     | RN      | 73,46 |
|          | 2017     | Marine Le Pen     | FN      | 70,27 |
|          | 2012     | Nicolas Sarkozy   | UMP     | 62,15 |
|          | 2007     | Nicolas Sarkozy   | UMP     | 59,95 |
|          | 2002     | Jacques Chirac    | RPR     | 63,25 |